# Yuuzhan Vong
Yuuzhan Vong este o rasă fictivă din universul extins Războiul stelelor. Ei au venit dintr-o altă galaxie decât cea din Războiul stelelor și au distrus Noua Republică conform seriei de romane New Jedi Order.

## Istorie
Yuuzhan Vong au invadat galaxia Star Wars în anul 25 BY.

### Origine
Inițial, în galaxia lor, Vong Yuuzhan a fost un popor pașnic. Dar după ce a început războiul între două rase din galaxie, planeta lor  Yuuzhan'tar care avea conștiință i-a învățat arta războiului, devenind astfel războinici de temut. Ei au reușit să izgonească cele două popoare care au început războiul. Avizi după putere, Yuuzhan Vong au cucerit întreaga galaxie. Furioasă, planeta-mamă Yuuzhan'tar a tăiat conexiunea cu ei, conexiune care le dădea acces la Forță. Drept răspuns, Yuuzhan Vong au distrus planeta și au decis să-și părăsească galaxia.

### Călătorie intergalactică
Nu se cunosc prea multe amănunte despre această călătorie. Cu toate acestea, Yuuzhan Vong s-au mutat în hiperspațiu, călătorind mii de ani pe o distanță de milioane de ani lumină.

### Descoperirea unei galaxii noi
Yuuzhan Vong a ajuns de zeci de ani în galaxia unde are loc acțiunea din Războiul stelelor. După un prim conflict, maestrul Jedi Vergere (ucenicul lui Thracia Cho Leem) a negociat plecarea lor. Ei au plecat temporar din Galaxie și au luat temporar un Jedi cu ei.

### Invazia
Acordul a fost respectat câțiva ani, până în anul 25 BY. În acel moment, ei au decis să controleze toate planetele și a început războiul cu mai multe organizații guvernamentale, cum ar fi Noua Republică plus Federația Galactică a Alianței Libere și cu rămășițe ale Imperiului Galactic. Invazia lor a început cu marginea exterioară a galaxiei (baza științifică Belkadan apoi Helska IV, Dubrillion, Sernpidal și Dantooine apoi Ithor). Una din metodele lor de distrugere în masă era aceea de a prăbuși pe planetă satelitul natural al planetei, ucigând astfel toți locuitorii. Ei au atacat Coruscant, capitala galaxiei, în 27 BY. Aici au distrus toate navele inamice de pe planetă și au preluat controlul.
Coruscant a fost eliberată doi ani mai târziu de către Alianța Galactică. Această bătălie a marcat sfârșitul războiului și înfrângerea rasei Yuuzhan Vong.

### După război
Yuuzhan Vong a migrat pe Zonama Sekot, o planetă vie.

## Descriere
Yuuzhan Vong se consideră o rasă divină, astfel încât ei cred că alte ființe vii le aparțin. Ei au un cult al durerii. Posesori de sclavi, ei au o ură excesivă față de tot ce înseamnă tehnologie mecanică (roboți, nave spațiale). Ei folosesc tehnologie organică pentru armele (Amphi), navele (corail skipper) și hainele lor (armura crab Vonduun).
Apar prima oară în romanul Vecteur Prime de R.A. Salvatore, prima parte a seriei The New Jedi Order. Nom Anor (bărbați Yuuzhan Vong) au apărut anterior în benzile desenate Crimson Empire II: Council of Blood 1 din 1998 publicate de Dark Horse Comics. De asemenea, apar în seria de benzi desenate Star Wars Legacy.

## Legături externe
- Yuuzhan Vong la Wookieepedia: un wiki Războiul stelelor
- http://www.njoe.com/ New Jedi Order Encyclopedia